# 31 (število)
31 (enaintrideset) je naravno število, za katero velja 31 = 30 + 1 = 32 - 1.

## V matematiki
- tretje Mersennovo praštevilo {\displaystyle 31=2^{5}-1\;\,}.
- tretje Evklidovo število 31 = 2 · 3 · 5 + 1.
- praštevilski dvojček s številom 29.
- faktor tretjega popolnega števila 496.
- sedmo desetiško samoštevilo.
- osmo veselo število in peto veselo praštevilo.
- deveto srečno število in četrto srečno praštevilo.
- deseto Higgsovo praštevilo.
- deseto regularno praštevilo.
- Mertensova funkcija M(x) ima pri 31 spet največjo absolutno vrednost |-4|, šele pri številu 110 ima večjo |-5|.
- Gaussovo praštevilo brez imaginarnega ali realnega dela oblike {\displaystyle 4n+3}.

## V znanosti
- vrstno število 31 ima galij (Ga).

## Drugo
- meseci januar, marec, maj, julij, avgust, oktober in december imajo 31 dni.

### Leta
- 431 pr. n. št., 331 pr. n. št., 231 pr. n. št., 131 pr. n. št., 31 pr. n. št.
- 31, 131, 231, 331, 431, 531, 631, 731, 831, 931, 1031, 1131, 1231, 1331, 1431, 1531, 1631, 1731, 1831, 1931, 2031, 2131